# كيت روبنز
كيت روبنز (بالإنجليزية: Kate Robbins)‏ هي مغنية مؤلفة وممثلة بريطانية، ولدت في 21 أغسطس 1962 في برادفورد في المملكة المتحدة.

## وصلات خارجية
- الموقع الرسمي
- كيت روبنز على موقع IMDb (الإنجليزية)
- كيت روبنز على موقع ميوزك برينز (الإنجليزية)
- كيت روبنز على موقع ميوزك برينز (الإنجليزية)
- كيت روبنز على موقع ديسكوغز (الإنجليزية)
- كيت روبنز على موقع ديسكوغز (الإنجليزية)
- كيت روبنز على موقع قاعدة بيانات الفيلم (الإنجليزية)